# Meir Shapiro
Yehuda Meir Shapiro (nascut a Suceava, Àustria-Hongria, actualment Romania, en 1887 i mort a Lublin, Polònia el 1933) va ser un prominent rabí hassídic. És conegut sobretot per promocionar l'estudi del Daf Yomi i per la fundació el 1930 de la Ieixivà Chachmei Lublin.